# Współczynnik klikalności
Współczynnik klikalności (ang. click through rate, CTR) – stosunek między liczbą kliknięć a wyświetleniami reklamy, który mierzy się w procentach. Im lepiej reklama jest ukierunkowana, tym przeważnie lepszy CTR osiąga. Bardzo niski CTR miewają zwłaszcza klasyczne bannery reklamowe, które użytkownicy Internetu nauczyli się ignorować (zjawisko ślepoty banerowej).
Wzrost popularności zautomatyzowanego zakupu mediów w modelu real-time bidding otworzył nowe możliwości w zakresie poprawy efektywności reklamy internetowej. Optymalizacja CTR oraz współczynnika konwersji jest możliwa przy użyciu profili użytkowników dostarczanych przez platformy zarządzania danymi.

## Historia i rozwój współczynnika CTR

### Początki reklamy internetowej
Współczynnik klikalności (CTR) pojawił się wraz z pierwszymi formami reklamy internetowej. Pierwsze banery reklamowe zaczęły pojawiać się na stronach internetowych w połowie lat 90. Jednym z pierwszych i najbardziej znanych przykładów była reklama firmy AT&T, która pojawiła się na stronie HotWired.com w 1994 roku. Wówczas reklamy te miały bardzo wysoki CTR, sięgający nawet 44%, ponieważ były nowością i użytkownicy Internetu chętnie klikali na te nietypowe elementy stron.

#### Ewolucja form reklamowych
Z czasem użytkownicy internetu zaczęli ignorować tradycyjne banery reklamowe, co doprowadziło do znacznego spadku CTR (w 2010 CTR wynosił około 0,1%). To zjawisko znane jest jako „ślepota banerowa”. Aby przeciwdziałać spadkowi efektywności, reklamodawcy zaczęli eksperymentować z różnymi formatami reklam, takimi jak:
- reklamy tekstowe: szczególnie popularne w wyszukiwarkach internetowych, gdzie reklamy są prezentowane jako wyniki wyszukiwania[4];
- reklamy wideo: wprowadzone w późnych latach 2000., oferujące bardziej angażujący sposób przekazywania treści reklamowych[5];
- reklamy natywne: reklamy, które dopasowują się do treści i wyglądu strony, na której są wyświetlane, co pomaga im lepiej wkomponować się w doświadczenie użytkownika[6].

## Google Ads
Współczynnik CTR jest ważnym elementem oceny odpowiedniego doboru słów kluczowych w programie reklamowym Google Ads. Jeżeli jego wartość jest niższa niż 1%, oznacza to, że mamy do czynienia ze źle dobranymi słowami kluczowymi, co w konsekwencji prowadzi do wyświetlania reklamy użytkownikom niezainteresowanym produktem lub usługą. Poziom współczynnika CTR zróżnicowany jest w zależności od branży, jednak wartość jego powinna mieścić się w przedziale 1–10%>.

## Wzór i przykład
{\displaystyle CTR=\left({\frac {clicks}{views}}\right)\cdot 100\%}
A więc jeżeli reklama wyświetli się np. 1000 razy, a kliknie nią 5 użytkowników, to ta reklama ma CTR w wysokości 0,5%.

## Prognozowanie liczby kliknięć w reklamę[7]
Niektóre firmy i systemy prognozują liczbę kliknięć w daną reklamę. Dzięki temu jest się w stanie zawczasu wybrać najbardziej właściwą formę reklamy i zoptymalizować tym samym działania marketingowe. Np. reklamy w czołowych witrynach informacyjnych (takich jak np. www.theguardian.co.uk) mogą charakteryzować się wyższym współczynnikiem CTR niż reklamy w witrynach małych sklepów.